# 武田節
武田節（たけだぶし）は、1961年（昭和36年）に作られた民謡調歌曲。作詞は米山愛紫、作曲は明本京静。本来は三橋美智也が歌唱する民謡調流行歌または新民謡と呼ばれるジャンルの曲であるが、山梨県の民謡が少ないこともあり、現在は山梨県の民謡とみなされることがある。
三橋による『武田節』のレコード売上はミリオンセラーを記録した。
山梨県では愛唱歌となっているが、作曲者の明本京靜が理事長だった日本文化協会が、1961年から彼が死去する前年の1971年（昭和46年）まで、毎月20日の夜に日比谷公会堂で開催されていた「みんなでうたう音楽会」の愛唱歌になっており、毎月歌唱指導が行われていたため、現在もカラオケで歌われることが多い。民謡として愛唱される他、日本舞踊の題材としても嗜まれており、山梨県はじめ武田信玄に縁の深い長野県東信地方（佐久地域・上田地域）の小学校・中学校では1990年代頃まで、運動会などで舞踊が踊られた。
武田信玄とその配下の武士たちの出陣の様子を歌にしたもので、曲の間には風林火山の文句を歌う詩吟がはさまれている。
特急「かいじ」の使用車両が183系・189系電車だった時代には、車内放送のチャイムとしてこの「武田節」があり、甲府駅発着の際に使用されていた。
2016年（平成28年）2月10日から、中央本線石和温泉駅の発車メロディに使用されている。
都留文科大学の応援歌にも指定されている。

## 収録作品
- 福田こうへい - アルバム『魂(こころ)昭和の歌人たちを追いかけて…』(2017年)
- 石原詢子 - アルバム『詢風 ～吟詠の世界～』(2018年)
- 三橋美智也 - アルバム『究極盤 三橋美智也 ～スーパーベスト～』(2018年)